# Дивізіон 4 (Франція)
Дивізіон 4 (фр. Division 4) — колишній четвертий дивізіон у системі футбольних ліг Франції після Дивізіону 1, Дивізіону 2 та Дивізіону 3, що існував з 1977 по 1993 рік і був другим рівнем аматорського футболу країни. 

## Історія
Дивізіон 4 був створений у 1978 році, розширивши таким чином кількість загальнонаціональних ліг до чотирьох. До цього найгірші команди Дивізіону 3 вилітали до регіональних ліг, тепер же був їм створений ще один дивізіон, де виступали 112 команд, поділені на вісім гру. У турнірі брали участь аматорські команди, а також дублюючі склади професіональних команд.
1993 року був замінений на напівпрофесіональний Національний чемпіонат, де могли грати як професіональні, так і аматорські команди. Наприкінці кожного сезону вісім переможців кожної групи змагалися за визначення чемпіонат Дивізіону 4.
У 1993 році, після реформ у французькому футболі, турнір буро перетворено на Аматорський чемпіонат Франції 2 і він став п'ятим дивізіоном країни.

## Переможці за роками
| Сезон     | Переможець       | Фіналіст      | Рахунок       |
| --------- | ---------------- | ------------- | ------------- |
| 1978-1979 | Аббевіль         | Монтелімар    | 2-1           |
| 1979-1980 | Мо               | Клермон       | 2-1 / 2-0     |
| 1980-1981 | Осер Б           | Тулуза Б      | 2-1 / 2-1     |
| 1981-1982 | АС Страсбур      | Реймс Б       | 1-0 / 0-0     |
| 1982-1983 | Лізьє            | Стад Рафаелуа | 1-1 (4-3 пен) |
| 1983-1984 | Віші             | Лор'ян        | 2-1           |
| 1984-1985 | Осер Б           | Гренобль      | 2-0           |
| 1985-1986 | Ла-Рошель        | Версаль       | 2-1           |
| 1986-1987 | Кретей           | Ле-Туке       | 1-0           |
| 1987-1988 | Стад де Валлоріс | Страсбур Б    | 4-0           |
| 1988-1989 | Бастія Б         | Париж         | 1-0           |
| 1989-1990 | Руан Б           | Бланьяк       | 1-1 (5-4 пен) |
| 1990-1991 | Фрежус           | Туар Фут 79   | 1-0           |
| 1991-1992 | Бурж             | Сен-Мало      | 2-0           |
| 1992-1993 | Тулуза Б         | Шильтігайм    | 1-1 / 0-1     |